# Васильченко В'ячеслав Миколайович
В'ячеслáв Миколáйович Васи́льченко (нар. 16 листопада 1966, м. Переяслав-Хмельницький Київської області)  —  український письменник, журналіст, науковець, педагог.
Кандидат філологічних наук, доцент.

## Біографія
Народився 16 листопада 1966 року в м. Переяслав-Хмельницький Київської області.
Відслужив у радянському війську (заступник командира взводу — офіційно, а неофіційно — диригента військового оркестру). Перед вступом до вишу 10 місяців працював керівником гуртків у районному будинку піонерів.
1992 р. закінчив Київський державний педагогічний інститут імені Михайла Драгоманова (філологічний факультет, спеціальність «українська мова і література») (паралельно працював учителем української мови у школі № 254 м. Києва), 2006 р. — Київський національний університет внутрішніх справ (спеціальність «правознавство»). За розподілом направлений на кафедру стилістики української мови рідного університету. Закінчив аспірантуру (1997) та докторантуру (2009).
Кандидат філологічних наук (2001), доцент (2004).
Очолював кафедру юридичного документознавства Національної академії внутрішніх справ України (підполковник міліції), факультет іноземних мов ДВНЗ «Переяслав-Хмельницький державний педагогічний університет імені Григорія Сковороди», був заступником директора комерційного підприємства.
Нині працює над докторською дисертацією з історичної (обрядової) фразеології.
Коло наукових інтересів: історичний словотвір, юридична лінгвістика та документознавство, теорія комунікації, культура мови, стилістика, теорія тексту, дискурсологія.
Автор понад 100 наукових і навчально-методичних праць, серед яких 15 — навчальні посібники (у тому числі — з грифом МОН України). Має публікації за кордоном.
З квітня 2009 р. — дійсний член, член Координаційного комітету, заступник Голови Всеукраїнського об'єднання «Чесне слово».
Пише в жанрі класичного детективу.
Експерт Всеукраїнського конкурсу романів, п'єс, кіносценаріїв та пісенної лірики про кохання «Коронація слова» у номінації «Кіносценарії» (2013).
Має успішний відеоблог [Архівовано 27 листопада 2021 у Wayback Machine.] "Мовознавчі баляндраси" на youtube каналі ekspertne [Архівовано 27 листопада 2021 у Wayback Machine.].
Розлучений. Має двох дітей: син Васильченко Ярослав та дочка Остапчук Марія.

## Творчі здобутки
Автор прозових книжок:
- «„Гаудеамус“ в исполнении смерти, или Vivant, professores» (Рівне : Волинські обереги, 2009),
- «Дворушники, або Євангеліє від вовкулаки» (Луцьк : ПВД «Твердиня», 2012)
- «Притулок для прудкого біса» (Луцьк : ПВД «Твердиня», 2013)
- «„Gaudeamus“, виконаний смертю» (Луцьк : ПВД «Твердиня», 2014)
- «Fakir» (Луцьк : ПВД «Твердиня», 2014)
- «Tattoo. Читання по очах» (Харків: Книжковий Клуб "КСД", 2016)
- «Жорстокі ігри Вельзевула» (Луцьк : ПВД «Твердиня», 2017).
- збірка малої детективної прози  «Це ж елементарно, сер!» (К. : Електрокнига, 2015)
- збірка малої детективної прози  «Маніяк на замовлення» (К. : Електрокнига, 2016)
- збірка малої детективної прози  «Без терміну давності» (К. : Електрокнига, 2016)
- колективна збірка оповідань та новел "Мить краси і небо серця" (К. : Вид. група КМ-БУКС, 2016) із серії «П'ять зірок» (Редакція Міли Іванцової)

Наукових, навчальних і навчально-методичних:
- «Українська фразеологія: Навчальний посібник для самостійного вивчення» (К. : Товариство «Знання» України, 2000),
- «Грамотність і культура українського мовлення: Навчальне видання. Практикум» (К. : НАВСУ, 2003),
- «Диктант з української мови: Навчальний посібник» (К. : НАВСУ, 2003, у співавт. з О. Доценко),
- «Екзаменаційний диктант без репетитора» (К. ; Ірпінь: ВТФ «Перун», 2005, у співавт. з О. Доценко),
- «Грамотність українського мовлення. 50 карток-комплексів: Навчальний посібник» (Тернопіль : Навчальна книга — Богдан, 2005, 2006),
- «Українське мовлення. Крок у грамотність: Навчальний посібник» (Тернопіль : Навчальна книга — Богдан, 2005),
- «П'ятдесят уроків грамотності: Навчальний посібник для набуття навичок грамотного використання української мови» (Бориспіль : Поліграфічний центр «Ризографіка», 2006),
- «Українське мовлення. 100 самодиктантів для роботи над удосконаленням писемної грамотності: Навчальний посібник» (Тернопіль : Навчальна книга — Богдан, 2010),
- «Грамотність українського мовлення-2. 50 карток-комплексів: Навчальний посібник» (Тернопіль : Навчальна книга — Богдан, 2010)

## Відзнаки
- Дипломант Всеукраїнського конкурсу романів, п'єс, кіносценаріїв та пісенної лірики про кохання «Коронація слова 2012» у номінації «Романи»
- Спеціальна відзнака за ексклюзивний роман Всеукраїнського конкурсу романів та кіносценаріїв «Коронація слова 2013»[1]

## Додаткова інформація
- B'ячеслав Васильченко: «Я такий собі дракон з трьома головами: наука, література й особисте життя»  [Архівовано 4 грудня 2017 у Wayback Machine.]
- Кокотюха Андрій. Лисиця проти вовка  [Архівовано 16 січня 2013 у Wayback Machine.]
- Костюк Ірина. «Сьогодні вона знову крастиме…», або Крадіжка у життя  [Архівовано 13 вересня 2013 у Wayback Machine.]
- Костюк Ірина, Мерзлюк Юлія. Мандри В'ячеслава Васильченка, або Як Слава славу в Луцьку здобував  [Архівовано 26 вересня 2013 у Wayback Machine.]
- Кушнерик Тетяна. В'ячеслав Васильченко: «Україна — це чудова держава. Але шкода, що її не існує»  [Архівовано 4 березня 2016 у Wayback Machine.]
- Огульчанська Оксана. «Дворушники, або Євангеліє від вовкулаки» — роман для поціновувачів справжнього якісного українського детективу  [Архівовано 5 березня 2016 у Wayback Machine.]
- Рижко Олена. Детектив українською, або Свій до свого по своє // Віче. — 2013. — № 11. — 14 берез. — С. 7  [Архівовано 1 жовтня 2013 у Wayback Machine.]
- Васильченко Вячеслав. «Гаудеамус» в исполнении смерти, или Vivant, professores / В. Н. Васильченко. — Рівне: Волинські обереги, 2009. — 262 с.
- Васильченко B'ячеслав. Дворушники, або Євангеліє від вовкулаки: детективний роман з елементами містики / В. М. Васильченко. — Луцьк : ПВД «Твердиня», 2012. — 336 с.
- Васильченко В'ячеслав. «Gaudeamus», виконаний смертю: детективний роман / В. М. Васильченко. — Вид. 2-ге, доп. і перероб. — Луцьк: ПВД «Твердиня», 2014. — 304 с.